# Пермский (посёлок)
Пе́рмский — посёлок в Тогучинском районе Новосибирской области. Входит в состав Усть-Каменского сельсовета.

## География
Площадь посёлка — 52 гектара.

## Население
| 2002 | 2007 | 2010 |
| ---- | ---- | ---- |
| 78   | ↗87  | ↘68  |

## Инфраструктура
В посёлке по данным на 2007 год функционирует одно учреждение здравоохранения.